# Giacomo Scotti
Giacomo Scotti (Saviano, Napulj, 1. prosinca 1928.), talijanski i hrvatski književnik, novinar, književni prevoditelj i javni djelatnik, član Društva hrvatskih književnika i Hrvatskog društva pisaca. Godine 1947. doselio se u Hrvatsku. Profesionalno se novinarstvom bavi od 1948., istovremeno se posvećujući književnosti. Promotor hrvatske književnosti u Italiji, i najplodniji književnik istarskog i riječkog područja koji piše na talijanskom jeziku. Na talijanski je prevodio Ivanu Brlić-Mažuranić, Miroslava Krležu, Dragutina Tadijanovića, Dragu Ivaniševića, Vesnu Parun, Peru Budaka, Vladu Gotovca, Igora Zidića i brojne druge hrvatske autore. Na dvadesetak jezika su mu prevedena djela "Povratak na Goli otok" (1993–95) i "Jadranski gusari" (2002–03).

## Životopis
Rođen u gradiću Savianu kraj Napulja, u južnotalijanskoj pokrajini Campaniji. Završio je licej u Napulju. Kao mladić je doselio u Pulu (1947.), a zatim preselio u Rijeku. Profesionalno se bavi novinarstvom od 1948. Prve pjesme i pripovijetke objavljuje u dnevniku "La voce del Popolo" i časopisima "Vie Giovanili", "Panorama" i "Il Pioniere". Od 1995. živi u Trstu i Rijeci. Živi i stvara između Italije i Hrvatske.
Djeluje kao pjesnik i publicist, i prevoditelj južnoslavenskih pisaca na talijanski jezik. Početkom osamdesetih se nakratko vraća u rodni Saviano, izgubivši posao u Rijeci nakon što je u tršćanskom dnevnom listu Il Piccolo objavio tekst o tamnijim detaljima iz života i braka tadašnjeg jugoslavenskog predsjednika Josipa Broza Tita. Više je godina uređivao novosadski književni časopis Stražilovo. Godine 1967. istupio je iz tadašnjeg Društva književnika Hrvatske, jer se nije slagao s Deklaracijom o nazivu i položaju hrvatskog književnog jezika.

## Književnost
Kao pripovjedač, pjesnik i esejist napisao je i objavio na talijanskom i hrvatskom jeziku više od 100 djela (romana, zbirki novela i kratkih proza, pjesničkih knjiga, priča za djecu, te eseja iz oblasti etnografije i povijesti). Većina djela mu je prevedena na 12 europskih jezika. Za književnu djelatnost je dobio brojna domaća i inozemna priznanja.
Proučavao je sudjelovanje Talijana u radničkom pokretu i pokretu otpora u Istri i na širem jugoslavenskom području, što je tema djela "Dezerteri" (1980.), "Okupacija i talijanski rat u Crnoj Gori" (1987.), "Uzaludna pobjeda" (1989.) i dr.  Autor je dviju knjiga o hrvatskoj dijaspori u Moliseu, koja u toj talijanskoj pokrajini živi stoljećima: "Z one bane mora - tragom hrvatskih naselja u srednje-južnoj Italiji" (Otokar Keršovani, Opatija, 1980) i "Hrvatski trokut u Italiji" (DHK - Riječka sekcija i Liber, Rijeka, 2006). U njima uz ostalo donosi i prve antologije suvremene moliške hrvatske poezije i proze.
U knjizi "Povratak na Goli otok", prevednoj na niz svjetskih jezika, opisuje sudbine i zlostavljanja političkih zatvorenika, među kojima je bilo i talijanskih komunista. Jedan je od rijetkih pisaca koji se bavio temom Golog otoka, surovog političkog logora i zatvora koji je na otočiću Goli u Velebitskom kanalu utemeljen 1949., u vrijeme obračuna s pristašama Staljina unutar Komunističke partije Jugoslavije.
U "Krik iz fojbe" (Adamić, Rijeka, 2008.), prvoj knjizi na hrvatskom jeziku posvećenoj fojbama, istražuje tamnu stranu povijesti 20. stoljeća u Istri i na Kvarneru. Opisuje prilike u Istri i okolici od dolaska talijanskih fašista 20-ih godina 20. stoljeća do kraja Drugog svjetskog rata i njihovo loše postupanje prema domaćem slavenskom stanovništvu, nastojeći rasvijetiliti uzroke kasnije odmazde u kojoj su Talijani s istarskog područja, pretežno fašisti ali i drugi, bačeni u jame (fojbe). Tema talijansko-hrvatskog sukoba u Istri ga zaokuplja i u knjizi »I massacri di luglio« (Pokolji u srpnju), izdanoj 2017. u Rimu. U njoj se bavi zlodjelima talijanskih fašista u Istri i na jugoslavenskom području.
U knjizi Hrvatska, operacija Oluja: "oslobađanje" Krajine i etničko čišćenje Srba koja je prvotno objavljena na talijanskom jeziku u Rimu 1996., sabire različite zapise o ratnim događanjima i zločinima nad srpskim stanovništvom tijekom oslobađanja okupiranog hrvatskog područja 1995. Također bilježi zločine krajiških Srba te postupke Slobodana Miloševića i vrha JNA. Knjiga je izazvala polemike i negodovanja u pojedinim hrvatskim krugovima te napade na autora, a na srpskom jeziku je objavljena 15 godina nakon što je napisana u originalu. "Danas" navodi da su je beogradski izdavači odbijali jer je zabilježila negativnu ulogu Slobodana Miloševića i vrha JNA u nastanku sukoba.

## Prevoditeljski rad
Prevodilačkim i esejističkim radom dao je velik doprinos afirmaciji južnoslavenskih književnosti u Italiji. Tijekom pedesetak godina intenzivnog prevodilačkog rada kod renomiranih je talijanskih nakladnika objavio niz zapaženih antologija iz suvremene hrvatske književnosti, kao i pojedina djela i izbore najistaknutijih hrvatskih autora, ali i djela iz srpske i književnosti Bosne i Hercegovine. K tomu, u književnim je časopisima i drugim publikacijama diljem Italije objavio i više od tisuću prijevoda pjesničkih i proznih ostvarenja autora iz većine južnoslavenskih književnosti.
U njegovom prijevodu i adaptaciji su na talijanskim kazališnim scenama izvođena dramska djela “La tempesta” Pere Budaka i “Signori Glembay” Miroslava Krleže.
Od sredine 20. stoljeća prevoditeljskim je prilozima, esejima i antologijama dao velik doprinos afirmaciji makedonske književnosti u Italiji. Pored ostalog, objavio je antologije La poesia macedone (Siena, 1965.), Narratori macedoni (Siena, 1967.), Canti popolari macedoni dal Medio Evo ad oggi (Milano, 1971.). U reprezentativnim antologijskim izborima talijanskom je čitateljstvu pojedinačno predstavio pjesnike i pripovjedače Blaža Koneskog (La ricamatrice, 1967.), Božina Pavlovskog (L’ombra di Radovan, 1968.), Mateju Matevskog (Nebbie e tramonti, 1969.), Borisa Višinskog (L’arcobaleno, 1971.; La valanga, 1975.); Antu Popovskog (Terra di Macedonia, 1972.), Slavka Janevskog (Il soldato due metri sotto terra, 1975.) i Koču Racina (Albe candide, 1975.). Osim toga, prijevodima i prilozima u književnim časopisima, talijanskoj je kulturnoj javnosti predstavio preko dvadeset makedonskih prozaika i pripovjedača, od Konstantina Miladinova do Riste Jačeva i Sande Stojčevskog. Za veliki doprinos afirmaciji makedonske književnosti i makedonske kulture u Italiji i Hrvatskoj, Makedonski kulturni forum iz Pule dodijelio mu je 2010. godine međunarodno društveno priznanje “Povelju suživota”.

## Članstva
Član je hrvatskog P.E.N.-a, Hrvatskog društva pisaca, Društva hrvatskih književnika i Talijanskog saveza pisaca. Aktivan je u mirotvornim europskim pokretima.

#### Knjige na talijanskom jeziku
- “Kragujevac, la città fucilata”, (Kragujevac, strijeljani grad), Milano, 1967.
- “Parole ridenti”, Edit, Rijeka, 1968.,
- “Un altro mare un altro giorno”, Maia, Siena, 1969.,
- “Ghe vojo ben al mar”, na fiujumanskom dijalektu, Edizione dell'Autpre, Rijeka, 1971.,
- “La Repubblica di Albona”, (s L. Giuricinom), Rovinj, 1971.,
- “Quelli della montagna. Storia del Battaglione Triestino d'Assalto”, Centar za povijesna istraživanja/Centro di Ricerche Storiche, Rovinj, 1971.,
- “Quelli della montagna” (s R. Giacuzzom), Unione degli Italiani dell'Istria e di Fiume, Rijeka, 1972.,
- “Tito, l'uomo che disse di no a Stalin”, (Tito, čovjek koji je rekao ne Staljinu), Rim, 1972.,
- “C'era un castello... ne' in cielo ne' in terra”, bajke, Gremese Editori, Rim, 1972., (predgovor Massimo Grillandi),
- “Tito da contadino a leader del Terzo Mondo”, (Tito od seljaka do vođe Trećeg svijeta), Caltanissetta-Rim, 1973.,
- “Storie istriane”, bajke, Fratelli Fabbri, Milano, 1974.,
- “Bono Taliano. Gli italiani in Jugoslavia (1941-43)”, Milano, La Pietra, 1977.,
- “L'Arcipelago del Quarnero: (e le Isole Brioni) : natura, storia, arte, turismo”, Milano, Mursia, 1980.,
- “I disertori: le scelte dei militari italiani sul fronte jugoslavo prima dell'8 settembre", Milano, Mursia, 1980.,
- “Juris, juris! All'attacco! La guerriglia partigiana ai confini orientali d'Italia 1943-1945”, Milano, Mursia, 1984.,
- “Goli otok. Ritorno dall'Isola Calva”, Edizioni LINT, Trst, 1991., zadnje izdanje 2006.,
- “Racconti di una vita - Racconti da Fiume - Storia dell'Istria - Racconti da un'altra sponda - Favole di pesci di mare”, LINT, Trst, 2001.,
- “Fra due mari”, UPT-UI, Trst, 2005., (predgovor Claudio Martelli),
- “Dossier foibe”, Manni, San Cesario di Lecce, 2005.,
- “Fiabe e leggende del Mar Adriatico dall'Istria alla Dalmazia, all'Italia”, Editrice Santi Quaranta, Treviso, 2005.,
- “Favole e storie da recitare”, Kappa Vu, Udine, 2005., (ilustracije Erna Toncinich),
- “I furbi e gli sciocchi : l'Istria veneta che ride...”, Edit, Rijeka, 2007., ISBN 978-953-230-070-3
- “L'arcipelago di luce: viaggio nelle isole della Dalmazia centrale”, Reggio Emilia, Diabasis, 2007., (predgovor Predrag Matvejević),
- “Ragusa, la quinta repubblica marinara”, Edizioni LINT, Trst, 2007.,
- “Versi di una vita”, Edit, Rijeka, 2010., izbor iz pjesničkog opusa u dva sveska, (priredio Silvio Forza,predgovor Irene Visintini),

#### Knjige na hrvatskom i drugim jezicima
- “Živjeti uprkos”, Srpska čitaonica Irig, Stražilovo, Novi Sad, 1974.,
- “Pa toke pa lot”, Rilindja, Priština, 1979., (na albanskom),
- “Ribe, sirene i druge basne za odrasle”, Spektar, Zagreb, 1984. (pripovijetke, pogovor Dunja Hebrang)
- “Produžiti život”, Glas, Banjaluka, 1986.
- “Hrvatska, operacja Oluja : "oslobađanje" Krajine i etničko čišćenje Srba", Rim, 1996

#### Dvojezična izdanja
- “Bandiere di salvezza / Zastave spasenja”, Rijeka, 1976., (dvojezično: talijanski/hrvatski)
- “Nell'umile occhio dell'uomo / U čednom oku čovjeka”, August Cesarec, Zagreb, 1978.,
- “Colore d'arancia / Boja naranče”, ICR, Rijeka, 1981.,
- “Bio jednom jedan kralj / C'era una volta un re”, Osvit, Karlovac, 1987., (dvojezično: talijanski/hrvatski; s talijanskog prepjevao Luko Paljetak)
- “Bol za Hrvatskom / Soffrendo per la Croazia”, Izdavački centar Rijeka, Rijeka/Fiume, 1993. (pjesme, dvojezično: hrvatski/talijanski), ISBN 953-6066-12-2
- “Come nacque il Carso/Kako je nastao Kras - da "Storie istriane" /iz Istarskih priča”, Edit, Rijeka, 1997., (dvojezično izdanje: talijanski/hrvatski; prijeveo Ljubomir Stefanović)
- “Cercando fiumi segreti/U potrazi za tajnim rijekama”, Izdavački centar Rijeka, Rijeka, 2000., (dvojezično izdanje: talijanski/hrvatski; preveli: Goran Filipi, Nikola Kraljić, Dragica Torić-Drenovac)

#### Antologije, izbori, panorame
- “Arte e letteratura jugoslava del dopoguerra”, 1962.,
- “Poeti serbi”, Siena, 1964,
- “Narratori macedoni”, Siena, 1967.,
- “Nuova poesia jugoslava”, Parma, 1968.,
- “L'ombra dei minareti”, Siena, 1970., (izbor iz bosanskohercegovačke poezije),
- “Canti popolari macedoni dal Medio Evo a oggi”, Milano, 1971.,
- “Narratori bosniaci”, 1973.,
- “Racconti di Bosnia”, Reggio Emilia, 2006.,
- “La Macedonia racconta - Favole e magia”, Zavičajna naklada “Žakan Juri”, Pula, 2006., ISBN 953-6487-26-8
- “Spara il fucile sulla montagna” (Canti poplari mitologici ed epici della Macedonia), Makedonsko kulturno društvo “Ilinden”, Rijeka, 2010., ISBN 978-953-56278-0-7

## Nagrade
- Međunarodna nagrada “Istria Nobilissima”, 1967. godine (i nadalje)
- Nagrada grada Rijeke za 1972.
- Međunarodna nagrada “Zlatno pero Makedonije”
- Nagrada “Julije Benešić” hrvatskoga PEN kluba
- Nagrada “Umberto Saba - Scritture di frontiera”, Trst, 2004.
- Međunarodna nagrada “Calabria”, 2005.
- “Sigillo d'oro”, Monfalcone, 2005.
- Međunarodna nagrada “Nordest”, Venecija
- Nagrada “Kurirče”, Kičevo, Republika Makedonija
- Međunarodna nagrada “Toutes les hommes”
- Nagrada “Večernjeg lista”
- “Orden sa Zvijezdom talijanske solidarnosti”, sa zvanjem Commendatore della Repubblica Italiana, 2006.
- Nadrada “Fulvio Tomizza”, Trst, 2007.
- Nagrada za životno djelo Grada Rijeke, 2008.,[9]  za uspostavljanje kulturnih veza i prijateljstva između Italije i Hrvatske,
- “Povelja suživota” Makedonskog kulturnog foruma iz Pule, 2010.
- Nagrada “Istriana”, Pula, 2011.[9]

## Vanjske poveznice
- Književna Rijeka, 4/2013